# مایتی گارسیا
مایـتِـی گارسیا (انگلیسی: Mayte Garcia؛ زادهٔ ۱۲ نوامبر ۱۹۷۳) یک خواننده، هنرپیشه، طراح رقص و هنرمند رقص اهل ایالات متحده آمریکا است.
از فیلم‌ها یا مجموعه‌های تلویزیونی که وی در آن‌ها نقش داشته است می‌توان به غیب‌گو (۲۰۰۷) و سگ آتش‌نشانی اشاره نمود.